# Antonia Niedermaier
Antonia Niedermaier (Rosenheim, 20 febbraio 2003) è una ciclista su strada ed ex fondista tedesca che corre per il team Canyon-SRAM Zondacrypto. Attiva come ciclista in formazioni UCI dal 2022, ha vinto il titolo mondiale a cronometro Under-23 nel 2023 e nel 2024, nonché una tappa al Giro Donne 2023.

## Palmarès
- 2021 (Juniores)

Campionati tedeschi, Prova a cronometro Juniores
- 2022 (Canyon-SRAM Generation, tre vittorie)

4ª tappa Tour Cycliste Féminin International de l'Ardèche (Beauchastel > Sarras)
5ª tappa Tour Cycliste Féminin International de l'Ardèche (Florac > Monte Lozère)
Classifica generale Tour Cycliste Féminin International de l'Ardèche
- 2023 (Canyon-SRAM Racing, quattro vittorie)

Campionati tedeschi, Prova a cronometro Under-23
5ª tappa Giro Donne (Salassa > Ceres)
Campionati del mondo, Prova a cronometro Under-23
1ª tappa Tour de l'Avenir Femmes (Saint-Vallier > Saint-Vallier)
- 2024 (Canyon-SRAM Racing, una vittoria)

Campionati del mondo, Prova a cronometro Under-23

### Altri successi
- 2022 (Canyon-SRAM Generation)

Classifica giovani Tour Cycliste Féminin International de l'Ardèche
- 2023 (Canyon-SRAM Racing)

Classifica scalatori Tour Féminin International des Pyrénées
Classifica giovani Tour Féminin International des Pyrénées
Classifica giovani Tour de l'Avenir Femmes
- 2025 (Canyon-SRAM Racing)

Classifica giovani Giro d'Italia Women

## Piazzamenti

### Grandi Giri
- Giro d'Italia

2023: ritirata (6ª tappa)
2024: 6ª
2025: 5ª
- Vuelta a España

2024: 11ª

### Competizioni mondiali
- Campionati del mondo

Fiandre 2021 - Cronometro Junior: 3ª
Fiandre 2021 - Gara in linea Junior: 76ª
Glasgow 2023 - Cronometro Under-23: vincitrice
Glasgow 2023 - Cronometro Elite: 11ª
Glasgow 2023 - In linea Under-23: 16ª
Glasgow 2023 - In linea Elite: 74ª
Zurigo 2024 - Cronometro Under-23: vincitrice
Zurigo 2024 - Cronometro Elite: 4ª
Zurigo 2024 - Staffetta: 2ª
Zurigo 2024 - In linea Under-23: 3ª
Zurigo 2024 - In linea Elite: 18ª
- Giochi olimpici

Parigi 2024 - Cronometro: 15ª
Parigi 2024 - In linea: 32ª

### Competizioni continentali
- Campionati europei

Trento 2021 - Cronometro Junior: 2ª
Trento 2021 - Gara in linea Junior: 15ª
Anadia 2022 - Gara in linea Under-23: 20ª
Drenthe 2023 - Cronometro Under-23: 2ª
Drenthe 2023 - In linea Under-23: 24ª
Limburgo 2024 - Cronometro Under-23: 2ª
Limburgo 2024 - In linea Under-23: 46ª